# Kalingalan Caluang
Kalingalan Caluang est une localité de la province de Sulu, aux Philippines. En 2015, elle compte 31 567 habitants.